# Solomon R. Guggenheim Museum
Solomon R. Guggenheim Museum, ofte blot The Guggenheim, er et verdensberømt kunstmuseum beliggende på 5th Avenue ved Central Park på Manhattan i New York City, USA. Museet er det meste kendte af de museer, der drives af stiftelsen Solomon R. Guggenheim Foundation. 
Museet blev grundlagt i 1937. Den nuværende bygning er opført 1943-1959 efter tegning af Frank Lloyd Wright. Bygningens karakteristiske runde, spiralformede facon gør den til en af byens mest kendte vartegn og et vigtigt eksempel på amerikansk efterkrigsarkitektur.
Samlingen består af kunst fra den sidste halvdel af 1800-tallet til i dag, blandet anden indenfor impressionisme og postimpressionisme. Oprindeligt var museet dedikeret til avantgarde-kunst fra første halvdel af 1900-tallet repræsenteret ved kunstnere som Vasilij Kandinskij og Piet Mondrian, men samlingen rummer også arbejder af kendte 1800-tals-kunstnere som van Gogh og Édouard Manet.
Museets direktør har siden september 2008 været Richard Armstrong, der blot er museets femte direktør.

## Guggenheim filialmuseer
- Guggenheim-Museum Bilbao[2]
- Collection Peggy Guggenheim, Venedig[3]
- Guggenheim Abu Dhabi (planlagt)[4]
- Deutsche Guggenheim, Berlin (1997-2013)[5]
- Guggenheim Hermitage Museum, Las Vegas, USA (2001-2008)[6][7]